# Bauhinia lorantha
Bauhinia lorantha är en ärtväxtart som beskrevs av François Gagnepain. Bauhinia lorantha ingår i släktet Bauhinia och familjen ärtväxter. Inga underarter finns listade i Catalogue of Life.